# Order Narodowy Zasługi Edukacyjnej
Order Narodowy Zasługi Edukacyjnej (port. Ordem Nacional do Mérito Educativo, skr. OME) – brazylijskie resortowe odznaczenie, ustanowione 28 października 1955 przez prezydenta João Café Filha.
Order ten jest przeznaczony dla Brazylijczyków oraz obcokrajowców i nadawany za wybitne zasługi w dziedzinie oświaty.
Wielkim mistrzem orderu jest urzędujący prezydent Brazylii, a minister edukacji jest kanclerzem orderu. Odznaczonymi z urzędu Krzyżem Wielkim są minister edukacji i minister spraw zagranicznych, a pozostali członkowie kapituły orderu są Wielkimi Oficerami.
Order jest podzielony na pięć klas, z limitami odznaczonych Brazylijczyków:
- I klasa – Krzyż Wielki (Grã-Cruz), 80 osób;
- II klasa – Wielki Oficer (Grande Oficial), 160 osób;
- III klasa – Komandor (Comendador), 200 osób;
- IV klasa – Oficer (Oficial), 240 osób;
- V klasa – Kawaler (Cavaleiro), 800 osób.